# Scutellaria elliptica
Scutellaria elliptica är en kransblommig växtart som beskrevs av Henry Ernest Muhlenberg och Spreng.. Scutellaria elliptica ingår i Frossörtssläktet som ingår i familjen kransblommiga växter.

## Underarter
Arten delas in i följande underarter:
- S. e. elliptica
- S. e. hirsuta

## Bildgalleri

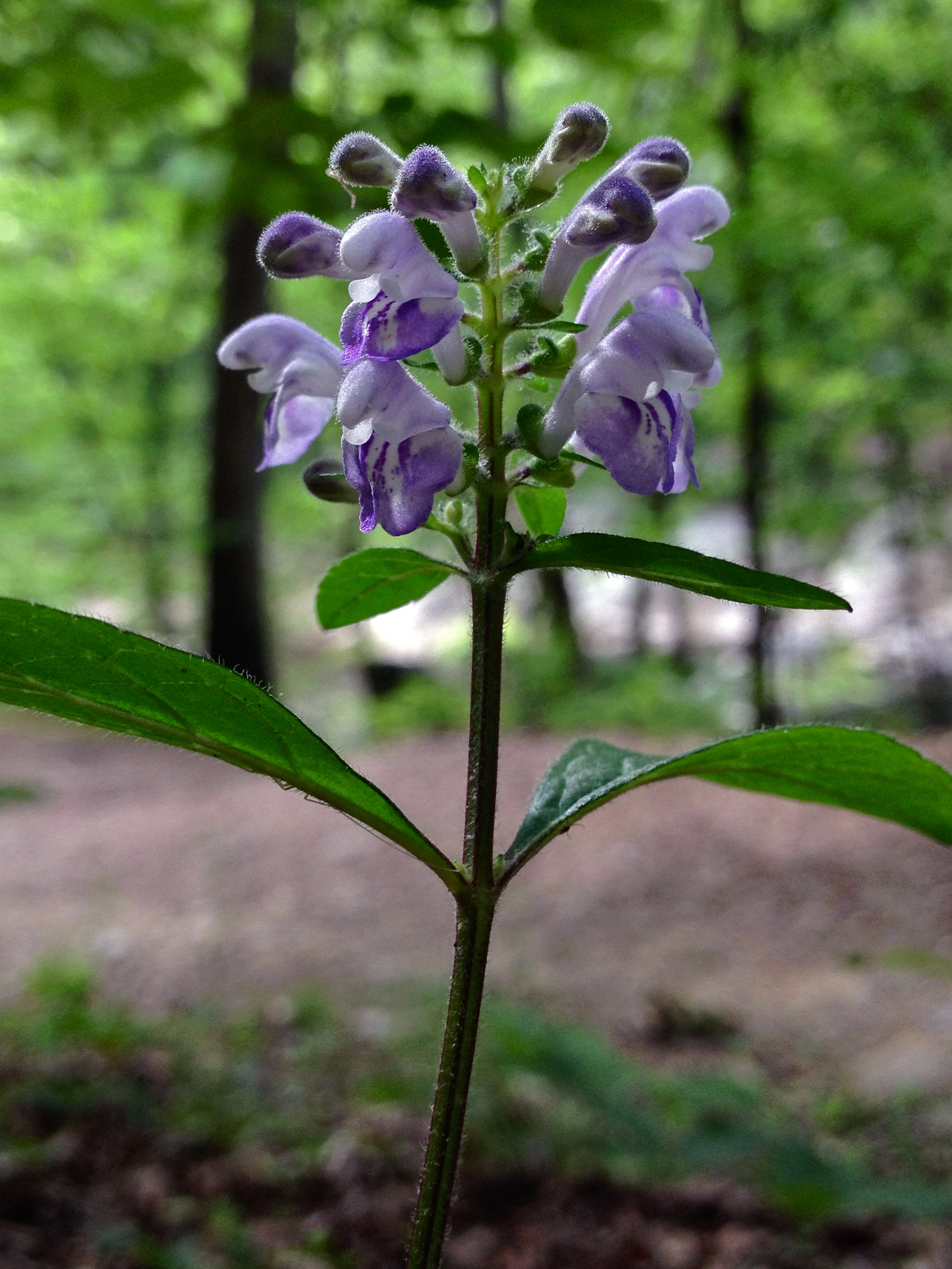
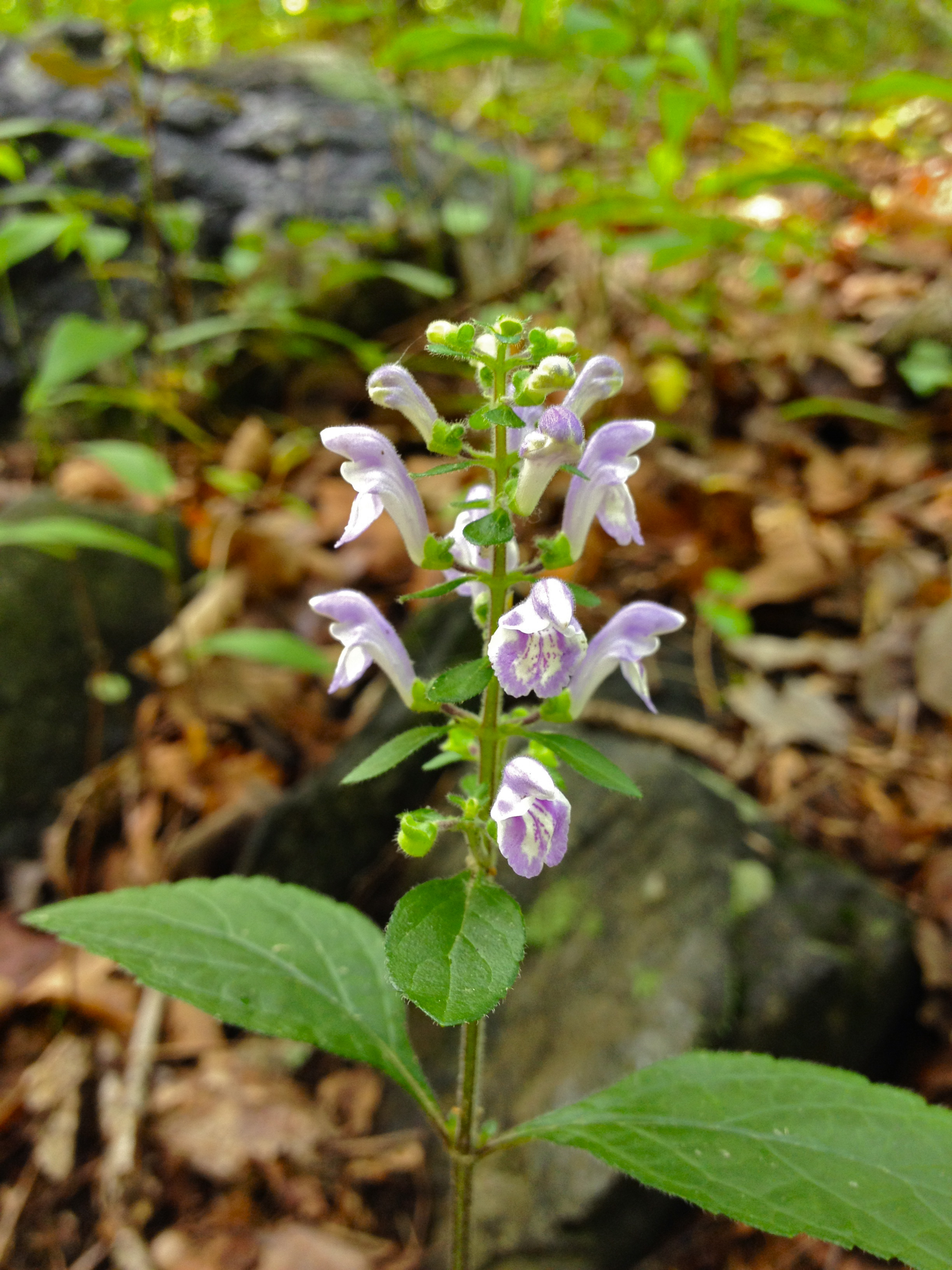